# One Liberty Plaza

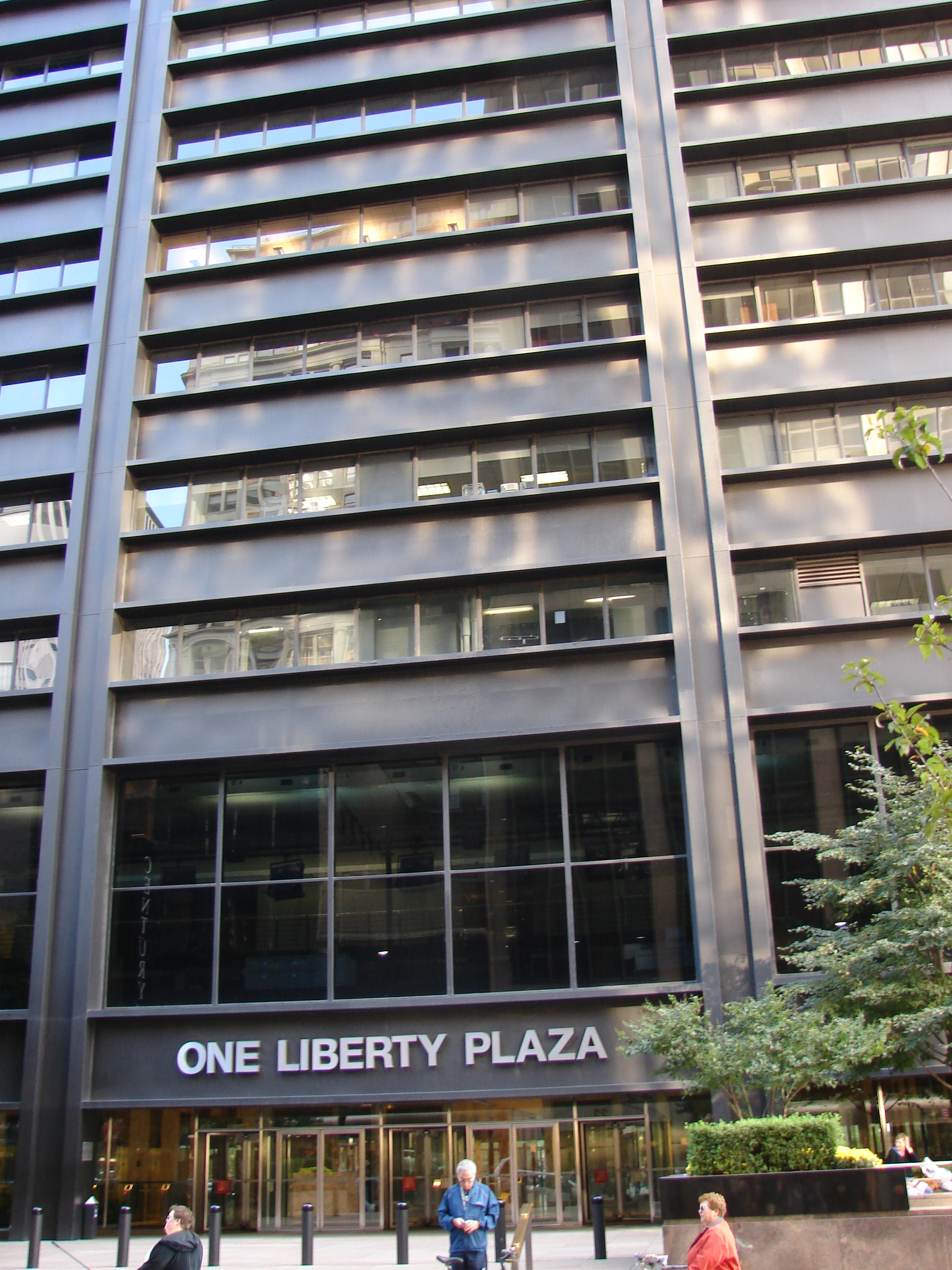
Entrada

L'One Liberty Plaza és un gratacel, situat al barri de Manhattan, a New York. Compta cinquanta-quatre pisos i mesura 226 metres. Construït al barri del World Trade Center, l'One Liberty Plaza va ser greument malmès durant els atemptats de l'11 de setembre de 2001 fins al punt que s'ha temut una caiguda de l'edifici.
Al gratacel hi ha hagut durant un temps els quarters generals de la societat borsària del NASDAQ.
L'edifici ha estat realitzat pel gabient d'arquitectes Skidmore, Owings and Merrill, en un estil internacional. La gran majoria de l'immoble és d'acer, ja que el primer soci comanditari era l'U.S. Steel. La construcció, que es va allargar un any, va acabar el 1974. L'immoble ha estat a més a més construït al lloc del magnífic Singer Building, que va ser un dels primers gratacels, i el més gran immoble novaiorquès (190 metres) a ser enderrocat el 1968, abans de la catàstrofe sobre el veí del World Trade Center.